# Объединённая энергетическая система Беларуси

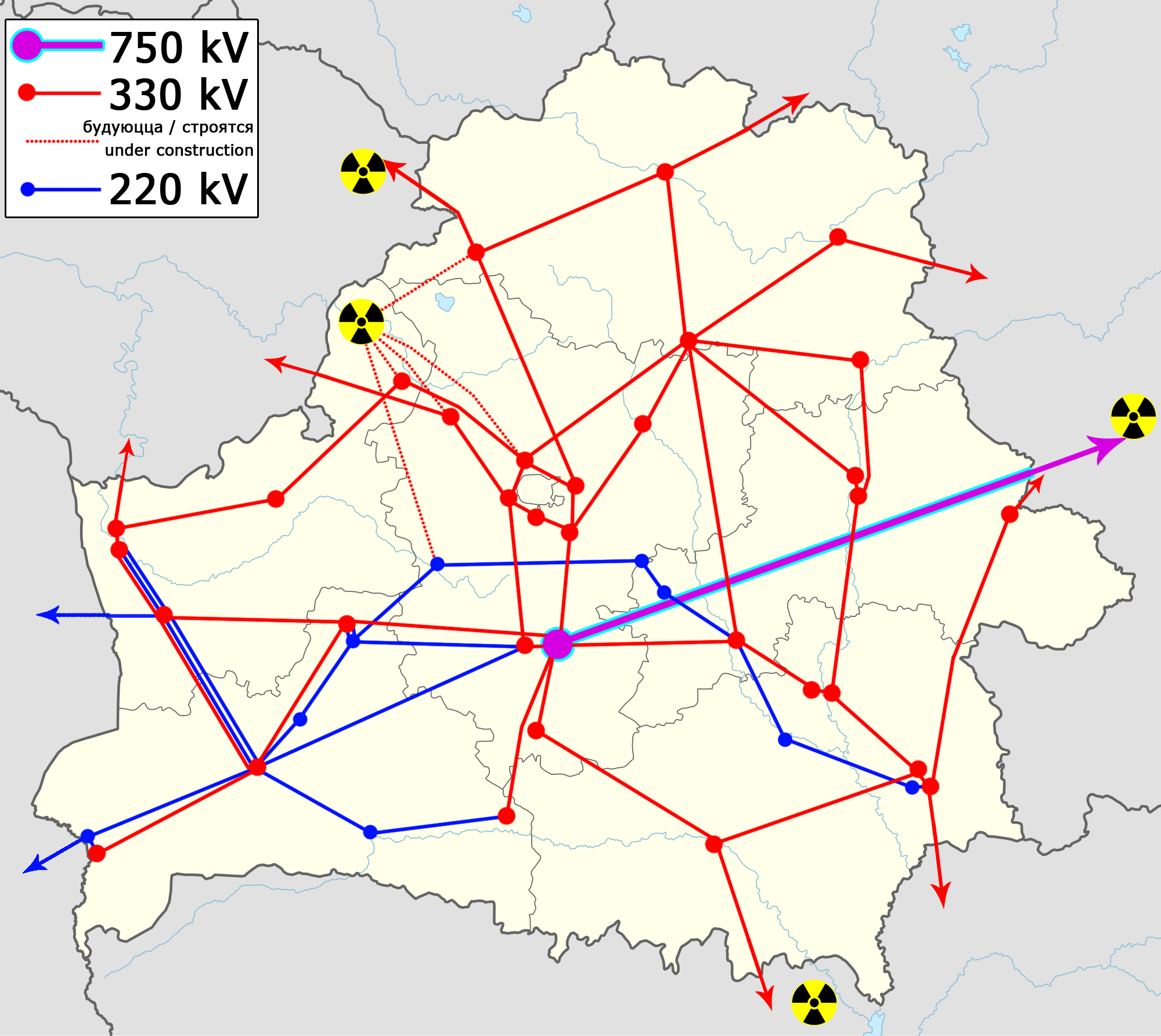
Линии электропередач 220, 330 и 750 кВ на территории Республики Беларусь

Объединённая энергетическая система Беларуси (ОЭС Беларуси)

## История
Создана в БССР в 1962 году, формировалась в рамках энергетической системы СССР. В 1966 году по линии электропередачи 330 кВ Белорусская энергосистема была присоединена к Единой энергетической системе Европейской части СССР.
В настоящее время включает электростанции, котельные, электрические и тепловые сети, которые имеют общий режим работы на всей территории Республики Беларусь.
Возглавляется и управляется ГПО «Белэнерго»

## Структура
Структурно состоит из 6 областных РУП — «Брестэнерго», «Витебскэнерго», «Гомельэнерго», «Гродноэнерго», «Минскэнерго», «Могилёвэнерго». На балансе (конец 2006 года) имеет 31 тепловую электростанцию (общей мощностью 7,7 ГВт), 23 блок-станции (общей мощностью 184,4 МВт), 35 малых ГЭС (общей мощностью 13,5 МВт), 38 районных котельных.